# Gare de Folligny
La gare de Folligny est une gare ferroviaire française des lignes d'Argentan à Granville et de Lison à Lamballe, située sur le territoire de la commune de Folligny, dans le département de la Manche, en région Normandie.
C'est une gare de la Société nationale des chemins de fer français (SNCF), desservie par les trains du réseau TER Normandie.

## Situation ferroviaire
Gare de bifurcation, la gare de Folligny est située au point kilométrique (PK) 116,317 de la ligne d'Argentan à Granville, entre les gares ouvertes de Villedieu-les-Poêles et de Granville. Autrefois, avant Granville, se trouvait celle de Saint-Planchers.
Elle se situe aussi au PK 75,305 de la ligne de Lison à Lamballe, entre les gares ouvertes de Coutances et d'Avranches. Autrefois, avant ces deux précédentes gares, se trouvaient celles d'Hudimesnil et de La Haye-Pesnel - La Lucerne.
Son altitude est de 126 mètres.

## Histoire
La gare est ouverte le 3 juillet 1870, avec le prolongement de la section d'Argentan à Vire jusqu'à Granville.
Elle devient gare de bifurcation le 29 décembre 1879, lors de l'ouverture à l'exploitation de la section de Coutances à Avranches par la Compagnie des chemins de fer de l'Ouest qui, de ce fait, met en service la totalité de la ligne de Lison, sur la ligne de Mantes-la-Jolie à Cherbourg, à Lamballe, sur la ligne de Paris-Montparnasse à Brest. On y construit un « abri de bifurcation ».
Lors de la Seconde Guerre mondiale, la gare, nœud ferroviaire stratégique, a été fortement endommagée, d'abord par des bombardements allemands lors de la campagne de France en juin 1940, puis par des bombardements alliés en 1944 à la suite du débarquement en Normandie.

## Service des voyageurs

### Accueil

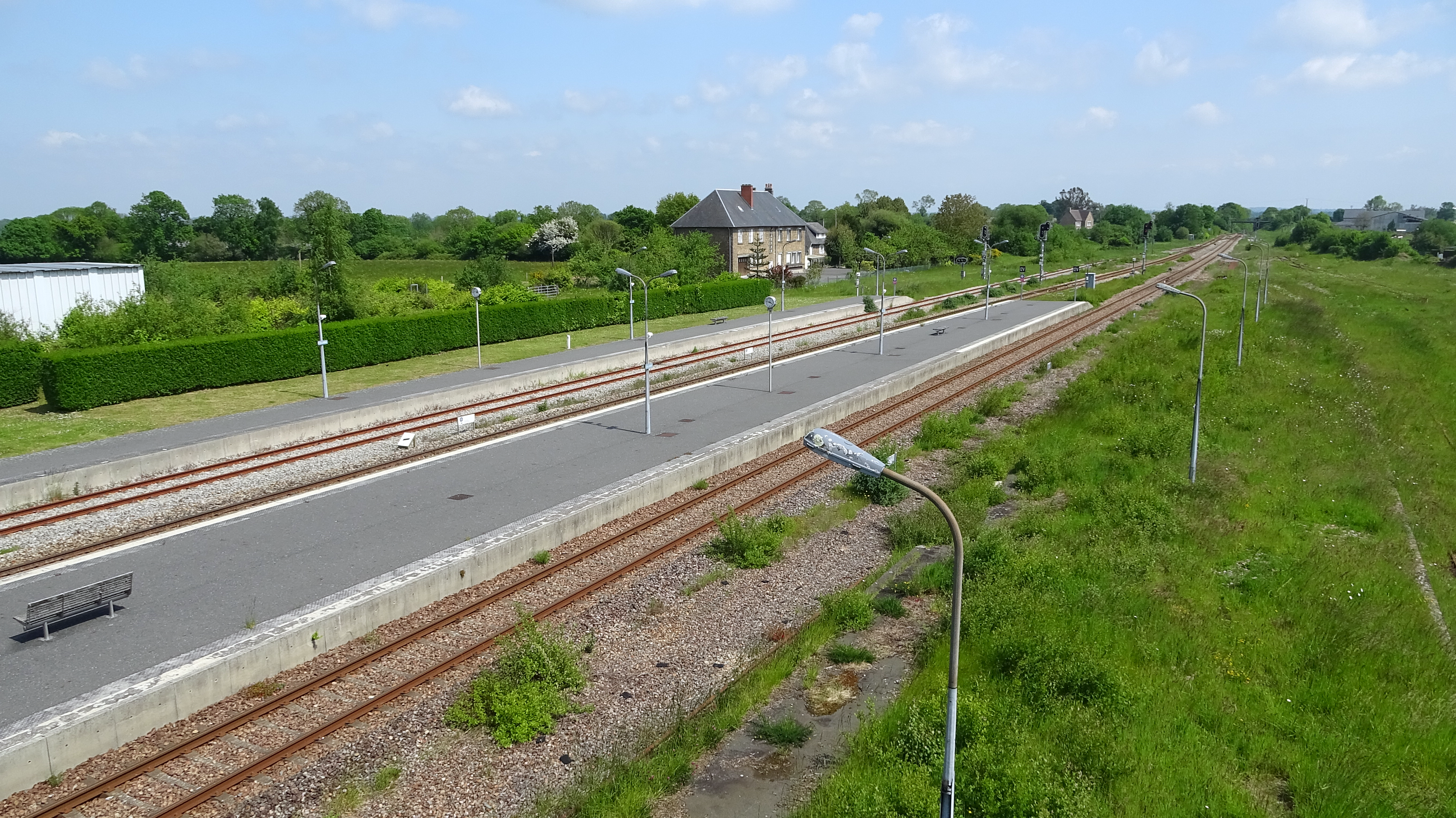
La gare, vue depuis la passerelle.

Gare de la SNCF, elle dispose d'un bâtiment voyageurs, avec guichet, et de distributeurs automatiques de titres de transport régionaux. Le changement de quai se fait par une passerelle.

### Desserte
La gare est desservie par le réseau TER Normandie, effectuant les liaisons suivantes :
- Caen - Rennes (via Granville) ;
- Granville - Rennes (d'avril à septembre) ;
- Granville - Paris-Montparnasse (Vaugirard) ;
- Granville - Pontorson - Mont-Saint-Michel (de juin à septembre) ;
- Paris-Montparnasse - Pontorson - Mont-Saint-Michel / Granville (de juin à septembre) ;
- Granville - Argentan ;
- Granville - Dreux.

### Intermodalité

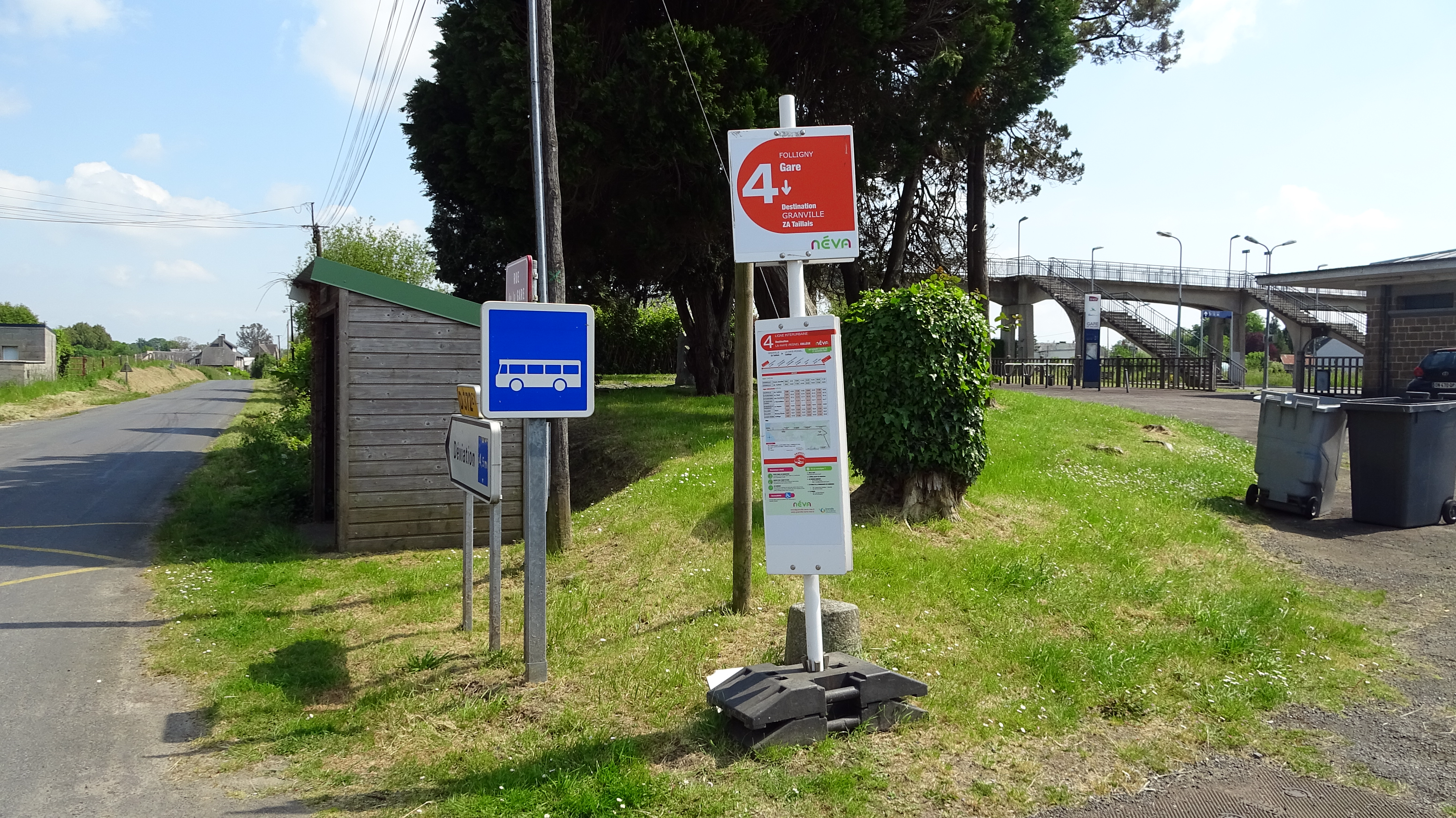
Arrêt de bus desservant la gare.

Un parking et un parc à vélos sont aménagés à ses abords.
En outre, un arrêt situé devant la gare est desservi par la ligne 4 (interurbaine) du réseau Néva.

## Service des marchandises
Cette gare est ouverte au trafic du fret.